# J&T Banka Prague Open 2019
Il J&T Banka Prague Open 2019 è un torneo di tennis facente parte della categoria International nell'ambito del WTA Tour 2019. È stata la decima edizione del torneo giocato su campi in terra rossa battuta. Il torneo si è giocato nello Sparta Prague Tennis Club di Praga, in Repubblica Ceca, dal 29 aprile al 4 maggio 2019.

## Partecipanti

### Teste di serie
| Nazionalità | Giocatrice           | Ranking* | Testa di serie |
| ----------- | -------------------- | -------- | -------------- |
| Rep. Ceca   | Karolína Plíšková    | 4        | 1              |
| Lettonia    | Anastasija Sevastova | 13       | 2              |
| Cina        | Wang Qiang           | 16       | 3              |
| Romania     | Mihaela Buzărnescu   | 30       | 4              |
| Stati Uniti | Danielle Collins     | 32       | 5              |
| Rep. Ceca   | Kateřina Siniaková   | 41       | 6              |
| Slovacchia  | Viktória Kužmová     | 44       | 7              |
| Rep. Ceca   | Markéta Vondroušová  | 46       | 8              |
| Rep. Ceca   | Barbora Strýcová     | 47       | 9              |

* Ranking al 22 aprile 2019.

### Altre partecipanti
Le seguenti giocatrici hanno ricevuto una wild card:
- Jana Čepelová
- Svetlana Kuznecova
- Karolína Muchová

Le seguenti giocatrici sono passate dalle qualificazioni:

- Barbara Haas
- Antonia Lottner
- Iga Świątek
- Jil Teichmann

Le seguenti giocatrici sono entrate in tabellone come lucky loser:
- Marie Bouzková
- Tamara Korpatsch
- Jasmine Paolini

### Ritiri
Prima del torneo
- Belinda Bencic → sostituita da  Stefanie Vögele
- Camila Giorgi → sostituita da  Marie Bouzková
- Vera Lapko → sostituita da  Mandy Minella
- Karolína Plíšková → sostituita da  Jasmine Paolini
- Evgenija Rodina → sostituita da  Jessica Pegula
- Markéta Vondroušová → sostituita da  Tamara Korpatsch

## Punti
| Evento    | V   | F   | SF  | QF | 2T   | 1T | Q    | Q3   | Q2   | Q1   |
| Singolare | 280 | 180 | 110 | 60 | 30   | 1  | 18   | 14   | 10   | 1    |
| Doppio    | 280 | 180 | 110 | 60 | N.D. | 1  | N.D. | N.D. | N.D. | N.D. |

## Montepremi
| Evento    | V       | F       | SF      | QF     | 2T     | 1T     | Q3     | Q2   | Q1   |
| Singolare | $43,000 | $21,400 | $11,300 | $5,900 | $3,310 | $1,925 | $1,005 | $730 | $530 |
| Doppio    | $12,300 | $6,400  | $3,435  | $1,820 | N.D.   | $960   | N.D.   | N.D. | N.D. |

## Campionesse

### Singolare
Jil Teichmann ha sconfitto in finale  Karolína Muchová con il punteggio di 7–6(5), 3-6, 6-4.
- È il primo titolo in carriera per Teichmann.

### Doppio
Anna Kalinskaja /  Viktória Kužmová hanno sconfitto in finale  Nicole Melichar /  Květa Peschke con il punteggio di 4-6, 7-5, [10-7].